# Stadio OSiR (Racibórz)
Lo Stadio OSiR (in polacco Stadion OSiR) è uno stadio della città polacca di Racibórz di proprietà dello stato.